# كسر الفقرة الانضغاطي

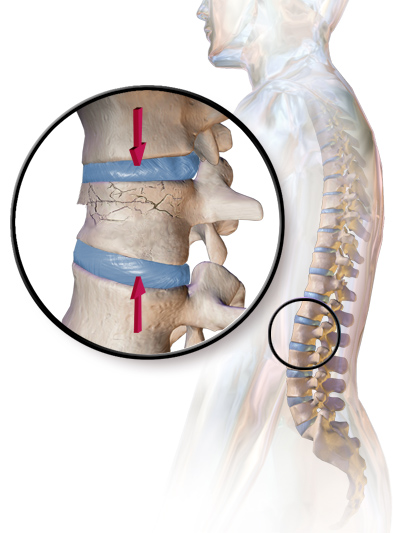
كسر الانضغاط الفقري

كسر الانضغاط هو انهيار في الفقرة. قد يكون بسبب الصدمة أو بسبب ضعف في الفقرة (مقارنةً بالكسر الانفجاري). هذا الضعف يظهر في المرضى الذين يعانون من هشاشة العظام أو هشاشة العظام غير الكاملة، أو الآفات الليفية من الأورام الثانوية أو الأولية، أو العدوى.  في المرضى الأصحاء، يظهر غالبًا في الأفراد الذين يعانون من صدمات عمودية شديدة، مثل القذف من مقعد القذف. يظهر في الصور الشعاعية العادية في المنظر الجانبي، كسور الانضغاط في العمود الفقري عادةً ما تظهر على شكل تشوهات إسفينية، مع فقدان أكبر في الإرتفاع أماميًا أكثر من خلفيًا وسلامة العمود الفقري في المنظر الأمامي الخلفي.

## العلامات والأعراض
كسور الحادة ستسبب ألمًا شديدًا في الظهر. كسور الانضغاط التي تتطور تدريجيًا، مثل هشاشة العظام، قد لا تسبب في البداية أي أعراض، ولكنها غالبًا ما تؤدي لاحقًا إلى ألم في الظهر وفقدان في الارتفاع.

[بحاجة لمصدر]

## التشخيص

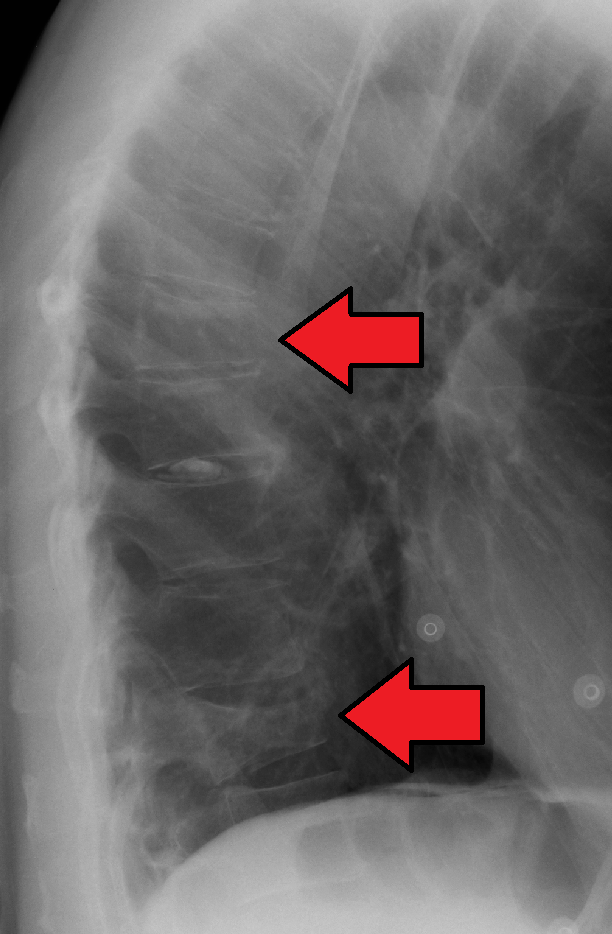
كسر الفقرة الصدرية الثانية عشر

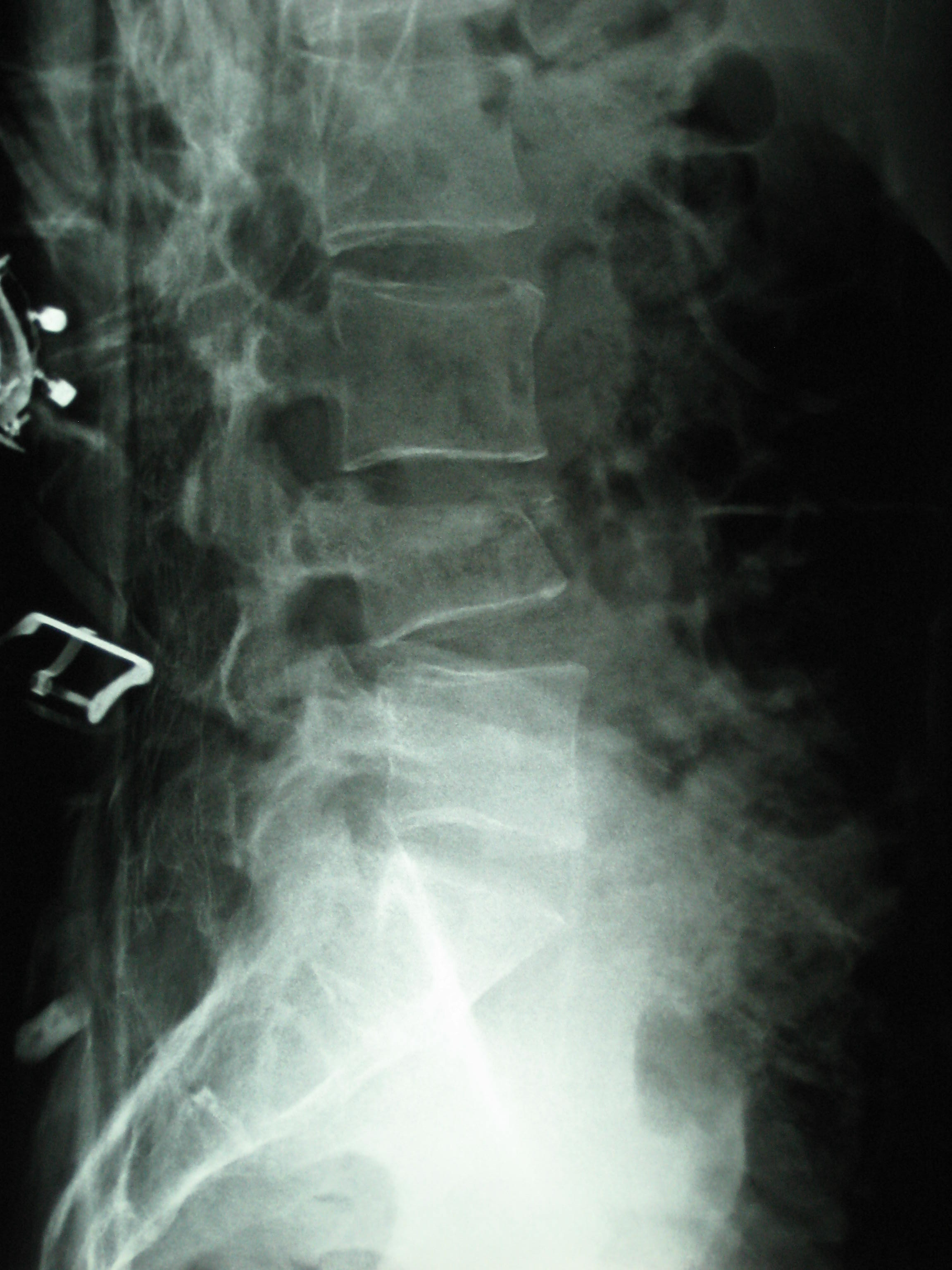
كسر انضغاطي في الفقرة القطنية الرابعة نتيجة السقوط من ارتفاع

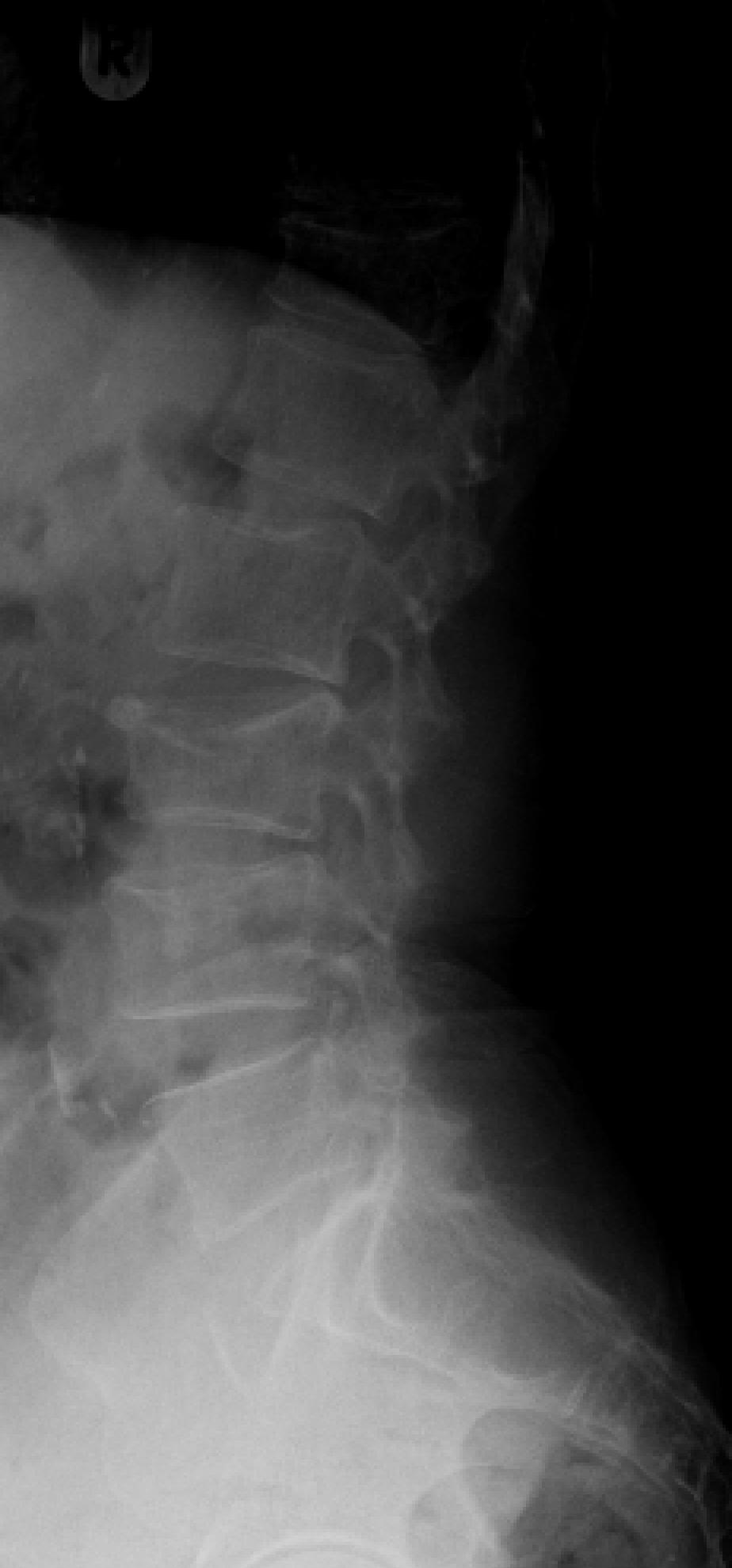
أشعة سينية للعمود الفقري القطني مع وجود كسر انضغاطي في الفقرة القطنية الثالثة

عادةً ما يتم تشخيص كسور الانضغاط باستخدام صور الأشعة السينية للعمود الفقري، حيث يمكن رؤية فقرة على شكل إسفين أو فقدان في ارتفاع الفقرة. بالإضافة إلى ذلك، قد يتم إجراء قياس كثافة العظام لتقييم هشاشة العظام. عندما يُشتبه في وجود ورم كسبب أساسي، أو عندما يكون الكسر ناتجًا عن صدمة شديدة، قد يتم إجراء فحوصات CT أو MRI.

## العلاج

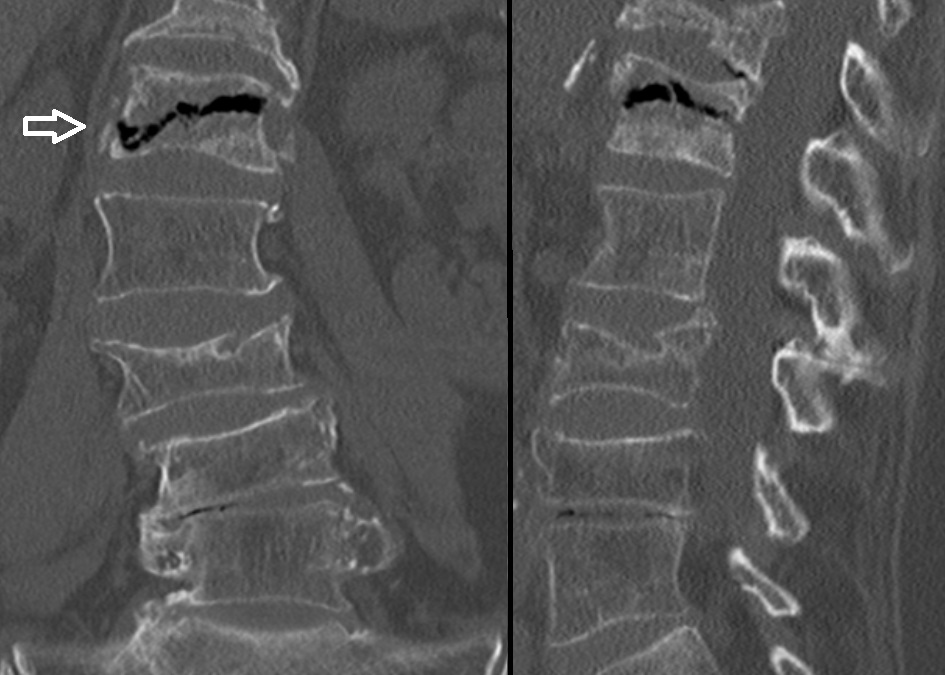
من المضاعفات المحتملة لكسر الضغط الفقري هو نخر لاوعائي في جسم الفقرة، والذي يسمى مرض كوميل، وقد يظهر مع علامة الشق الفراغي داخل الفقرات (عند السهم الأبيض في الصورة).

### العلاج التحفظي
- دعامة الظهر لدعم العظام أثناء الشفاء - إما دعامة جويت للاصابات المستقرة والخفيفة، أو دعامة الصدرية القطنية العجزية (TLSO) للإصابات الأكثر شدة.
- المسكنات الأفيونية أو مضادات الالتهاب غير الستيرويدية (NSAIDs) لتخفيف الألم. للمرضى الذين يعانون من هشاشة العظام، قد يكون الكالسيتونين مفيدًا.

### العلاج الجراحي
الترجمة الطبية طبقاً للمعجم الطبي الموحد هي:
العلاج الجراحي:
رأب الفقرات ورأب الحَدَبَة هما عمليتان جراحيتان ذات تدخل جراحي محدود، يتم فيهما حقن الإسمنت في العظم الفقري المكسور. ومع ذلك، فإن البيانات التي تدرس فعالية هاتين العمليتين متباينة